# Zhang Jingyao
Zhang Jingyao (張敬堯, 21 septembre 1880 – 7 mai 1933) est un général chinois qui fut gouverneur militaire de la province du Cháhāěr puis plus tard du Hunan. Il est l'un des seigneurs de la guerre chinois les plus connus, surtout pour les atrocités et les pillages que ses troupes ont effectué au Hunan durant son administration. Il est démis de son poste en raison de ses abus et assassiné en 1933 pour avoir aidé le Japon à mettre en place la monarchie de Puyi au Mandchoukouo avec de l'argent japonais.  

## Biographie
Zhang Jingyao est né en 1880 et devient général dans l'armée de Beiyang puis dans la clique d'Anhui. Il est gouverneur militaire du Cháhāěr du 18 octobre 1917 au 29 mars 1918. Il est ensuite nommé gouverneur militaire du Hunan en mars 1918. Ses troupes y commettent de nombreuses atrocités, tuent des civils, dérobent des biens, et violent des femmes. Il est aussi dit que Zhang aurait réduit la province à un état de mendicité.
En août 1919, Zhang Jingyao censure le magazine Commentaire du fleuve Xiang-jiang de Mao Zedong à cause des efforts de ce-dernier pour organiser un mouvement pour l'expulser du pouvoir. Mao mène une délégation d'étudiants du Hunan à Pékin pour appeler au soutien national et dénonce les atrocités de Zhang Jingyao. 
Le 16 juin 1920, à Yueyang, les troupes de Zhang tuent un missionnaire américain nommé William A. Reimert, ce qui provoque l'intervention de la canonnière américaine USS Upshur (en), qui débarque un officier et 40 hommes le 25 juin pour protéger la mission américaine. Deux jours plus tard, après la fin des tensions locales, ils réembarquent. Le 29, Zhang Jingyao est démis de ses fonctions et le ministère chinois des Affaires étrangères enquête sur l'incident et exprime ses profonds regrets aux Américains. Zhang est plus tard gracié dans d'obscures circonstances.
En 1933, Zhang participe à la mise en place de la monarchie de Puyi au Mandchoukouo pour le compte du Japon. Un assassin lui tire dessus et le blesse mortellement au Grand Hôtel de Pékin.

## Sources
- « Inside the Pale », Time Magazine,‎ 15 mai 1933 (lire en ligne, consulté le 9 août 2008)
- Rulers: Chinese administrative divisions
- USS Upshur